# ديفيد كيربي
ديفيد كيربي (18 يناير 1939 في المملكة المتحدة - 7 أكتوبر 2021) (بالإنجليزية: David Kirby)‏ هو لاعب كريكت بريطاني. لعب مع نادي مقاطعة ليسترشاير للكريكت ‏ ونادي جامعة كامبريدج للكريكيت ‏.

## وصلات خارجية
- ديفيد كيربي على موقع إي آس بي آن كريك إنفو (الإنجليزية)